# Praia Brava (Caraguatatuba)
Fica próxima a praia do Martim de Sá. É pouco frequentada em virtude de seu acesso (somente pedestres), e justamente pela sua geografia isolada, nela é permitida a pratica do nudismo. Tem o formato de uma concha que abraça a encosta recoberta pela mata atlântica. Não tem residências ou quiosques. É o local preferido dos surfistas em virtude de suas ondas. O canto esquerdo oferece melhores condições para a prática do surfe (em algumas épocas do ano) . É praia de tombo e fortes correntes em toda sua extensão. 
O acesso à praia é feito através de uma trilha com tempo de caminhada de aproximadamente 15 minutos.